# 小島康宏
小島 康宏（こじま やすひろ、1940年 - ）は、日本の実業家。株式会社タカラ（現・タカラトミー）元専務、同社元マーケティング本部長、財団法人日本玩具文化財団専務理事、株式会社高砂商事代表取締役。「リカちゃん」人形初代開発担当者・育ての親。

## 人物・経歴
1940年、東京都葛飾区生まれ。1963年、立教大学卒業後、株式会社タカラ（現・タカラトミー）の前身であるタカラビニールに入社。
「リカちゃん」人形の初代開発者を務め、商品化に向けて取り組む。初代「リカちゃん」発売年の1967年（昭和42年）には、旧タカラ本社近くの柴製作所に製造依頼したが、工場が手一杯で生産できず、当時多角化経営を進めていたタイヘイ株式会社に依頼し、製造が開始されることとなった。
発売前には、小島は毎日、片道2時間半かけて八日市場（現・匝瑳市）の工場へ通った。工場では、40人程のおばちゃんたちが割烹着姿に姉さんかぶりでラインの脇に座った。ほとんんどが近くの農家の奥さん連中で、400ダースを揃えようと残業もして手伝ってくれたという。
その後、「リカちゃん」人形をはじめ、女児向け人形分野に長く従事し、1975年から1980年までタカラの関連会社で女児玩具を専門とする株式会社エリカの取締役を務めた。
1994年にタカラを退社した後、財団法人日本玩具文化財団専務理事、株式会社高砂商事代表取締役に就任。その他、PNJ事業協同組合の副理事長、株式会社トピック、株式会社セキグチ、株式会社東京ユニーク、株式会社ピア21、株式会社ぱあとわん等の顧問を兼務。タカラトミー「リカちゃんチーム」の顧問も務める。

## 主な著作
- 『リカちゃん生まれます』 集英社クリエイティブ 2009年04月